# 杰克·福特
小杰克·福特（英語：Jake Ford Jr.，1946年4月29日—1996年5月19日），美国NBA联盟前职业篮球运动员。他在1970年的NBA选秀中第2轮第20顺位被西雅图超音速选中。